# غراهام ريتشاردسون
غراهام ريتشاردسون (بالإنجليزية: Graham Richardson)‏ هو سياسي أسترالي، ولد في 27 سبتمبر 1949 في سيدني في أستراليا. نشط حزبياً في حزب العمال الأسترالي.

## مناصب
- انتخب وزير الاستدامة والبيئة والمياه والسكان والمجتمعات [الإنجليزية]‏ (24 يوليو 1987 – 19 يناير 1988).
- انتخب Minister for the Arts (Australia) [الإنجليزية]‏ (19 يناير 1988 – 4 أبريل 1990).
- انتخب وزير الخدمات البشرية [الإنجليزية]‏ (4 أبريل 1990 – 27 ديسمبر 1991).
- انتخب Minister for Infrastructure, Transport, Regional Development and Local Government [الإنجليزية]‏ (27 ديسمبر 1991 – 18 مايو 1992).
- انتخب نائب رئيس المجلس التنفيذي [الإنجليزية]‏ (1 فبراير 1991 – 18 مايو 1992).
- انتخب وزير الاستدامة والبيئة والمياه والسكان والمجتمعات [الإنجليزية]‏ (1 مارس 1994 – 25 مارس 1994).
- انتخب عضو مجلس الشيوخ الأسترالي [الإنجليزية]‏ عن دائرة نيوساوث ويلز ‏ (5 مارس 1983 – 25 مارس 1994).
- انتخب وزير الصحة [الإنجليزية]‏ (24 مارس 1993 – 25 مارس 1994).

## وصلات خارجية
- غراهام ريتشاردسون على موقع IMDb (الإنجليزية)
- غراهام ريتشاردسون على موقع قاعدة بيانات الفيلم (الإنجليزية)